# Drone Tactics
Drone Tactics (昆虫ウォーズ?, Konchuu Wars) è un videogioco strategico a turni sviluppato e pubblicato nel 2007 da Success per Nintendo DS.